# Ryōichi Kuroda
Ryōichi Kuroda (黒田了一, Kuroda Ryōichi) fou un polític i jurista japonès que va exercir de governador d'Osaka de 1971 a 1979. El 1975 Kuroda va assolir la fama per ser el primer governador del Japó amb l'únic suport del Partit Comunista del Japó.

## Biografia

### Inicis
Ryōichi Kuroda va nàixer a la ciutat de Suita, a la prefectura d'Osaka el 16 de març de 1911. Kuroda es va graduar a la facultat de dret i de literatura de la Universitat Imperial de Tōhoku el 1933, Kuroda va començar a treballar com a instructor a l'acadèmia de ferrocarril de Manxukuo. Després de la fi de la guerra fou empresonat en un camp de concentració soviètic a Sibèria durant cinc anys. En eixir el 1950 del camp va tornar a Osaka on es va convertir en professor de dret de la Universitat de la Ciutat d'Osaka el 1956.

### Governador d'Osaka (1971-1979)
El 1971 Kuroda es va presentar a les eleccions per al càrrec de governador d'Osaka amb el suport del Partit Socialista del Japó i el Partit Comunista del Japó, guanyant al fins aleshores governador Gisen Satō per un estret marge de només 24.900 vots de diferència. Durant el mandat de Kuroda es van prendre mesures contra la contaminació i també va introduir la sanitat gratuïta per a la gent gran. Kuroda va rebutjar un pla de les Forces d'Autodefensa del Japó per a instal·lar a la prefectura una base per a míssils a causa que ell considerava que es tractava d'una mesura il·legal i que les pròpies forces d'autodefensa també ho eren, així com inconstitucionals.
El 1975 Kuroda va optar per la reelecció, però aquesta vegada sense el suport del PSJ, només amb el del PCJ. La causa del trencament amb el socialistes va ser les diferències al si del govern i l'assemblea. Va aconseguir revalidar el mandat, continuant com a governador fins al 1979, quan encara que es tornà a presentar, guanyà un candidat proper al PLD i que havia estat vicegovernador de Kuroda, en Sakae Kishi. Degut a les seues polítiques esquerranes va tindre molta contestació per part de la dreta durant el seu mandat, i des de 1975 al perdre el suport del PSJ només va comptar amb els vots del PCJ a l'Assemblea Prefectural d'Osaka, cosa que el va perjudicar molt a l'hora de traure endavant certs projectes. Les mesures contra la contaminació de Kuroda foren fortament criticades pel sector empresarial, ja que Osaka és un dels centres industrials del Japó. El PLD també criticà a Kuroda per l'augment del dèficit degut a les despeses en polítiques socials.

### Vida posterior
Després de deixar la política el 1979, Kuroda va tornar a l'advocacia, sent membre de l'Associació d'Advocats Japonesos per la Llibertat des de 1981.
El 24 de juliol de 2003 Kuroda va morir a causa d'una pneumònia amb 92 anys.